# John DiMaggio
Pour les articles homonymes, voir DiMaggio.
 (octobre 2019).
Si vous disposez d'ouvrages ou d'articles de référence ou si vous connaissez des sites web de qualité traitant du thème abordé ici, merci de compléter l'article en donnant les références utiles à sa vérifiabilité et en les liant à la section « Notes et références ».
John William DiMaggio est un acteur américain né le 4 septembre 1968 à North Plainfield, dans le New Jersey (États-Unis).

## Biographie
De 1999 à 2013, il prête sa voix au personnage de Bender dans la série d'animation Futurama de Matt Groening. Il annonce en début d'année 2022 ne pas reprendre le personnage pour le retour de la série planifié sur la plateforme Hulu, jugeant son salaire trop faible. Cette annonce contrarie fortement les fans de la série qui lance un « Bendergate » sur les réseaux sociaux. Finalement, en mars 2022, DiMaggio annonce avoir trouvé un accord pour reprendre le personnage.
De 2002 à 2007, il prête sa voix au Dr Drakken, un des principaux antagonistes de la série Kim Possible.
De 2006 à 2019, il prête sa voix au personnage de Marcus Fenix dans la série de jeux vidéo Gears of War.
De 2010 à 2018, il prête sa voix à Jake le chien dans la série d'animation Adventure Time. Il reprend le personnage en 2022 pour les besoins du jeu de combat MultiVersus.

## Filmographie
- 1994 : Pom Poko : Ryutaro
- 1996 : Eddie : Construction Worker
- 1997 : Spawn (série télévisée) : Frankie / Sykes / Bone / Cop #2 / Sleazeball (voix)
- 1997 : Princesse Mononoke (Princess Mononoke) : Gonza
- 1998 : Frogs for Snakes : Jersey Kid
- 1999 : Une niche pour deux (The Pooch and the Pauper) (TV) : Bucky
- 1999 : Les Pirates de la Silicon Valley (Pirates of Silicon Valley)) (TV) : Steve Ballmer
- 1999 : Futurama (TV) : Bender
- 1999 : Spawn 3: Ultimate Battle (vidéo) : Frankie / Sykes / Bone / Cop #2 / Sleazeball
- 2000 : Whispers: An Elephant's Tale : Tough-Tusk / Fulla Bull (voix)
- 2000 : The Darkling (TV) : Darkling Voice
- 2000 : Vampire Hunter D: Bloodlust : John Elbourne / Nolt / Mashira (voix)
- 2001 : Final Fantasy X (vidéo) : Wakka / Kimahri Ronso
- 2001 : Dr. Dolittle 2 : Seeing Eye Dog / Wassup Fish / Mouse (voix)
- 2001 : Final Fantasy : les Créatures de l'esprit (Final Fantasy: The Spirits Within) : BFW Soldier (voix)
- 2001 : Taking Back Our Town (TV)
- 2002-2007 : Kim Possible (TV) : Dr. Drakken (voix)
- 2002 : I Lost 20lbs in Two Months, Ask Me How : Bob
- 2003 : Program : Kaiser (voix)
- 2003 : Animatrix (The Animatrix) (vidéo) : Crew Man (segment "Final Flight of the Osiris") / Kaiser (segment "Program")
- 2003 : Kim Possible : La Clé du temps (TV) : Dr. Drakken (voix)
- 2004 : Extreme Dating : AJ
- 2004 : Van Helsing, mission à Londres (Van Helsing: The London Assignment) (vidéo) : Coachman (voix)
- 2004 : Scooby-Doo and the Loch Ness Monster (vidéo) : Colin Haggart / Volunteer #1 (voix)
- 2003 : Star Wars: Clone Wars (série télévisée) : General Grievous / Padawan Sha'A Gi (2004) (voix)
- 2005 : Thru the Moebius Strip : Bodkus (voix)
- 2005 : Kim Possible, le film : Mission Cupidon (TV) : Dr. Drakken (voix)
- 2005 : Madagascar (film) : Rico, le pingouin (voix)
- 2005 : Tom et Jerry: La course de l'année (Tom and Jerry: The Fast and the Furry) (vidéo) : J.W. / Spike (voix)
- 2006 : Happy Feet : Additional Voices (voix)
- 2007 : TMNT : Les Tortues Ninja (TMNT) : le Colonel Santino (voix)
- 2008 : Madagascar 2 : Rico, le Pingouin
- 2010 : Batman: Under the Red Hood : Le Joker (voix)
- 2010 : Mon beau-père et nous de Paul Weitz : EMT
- 2010 : Adventure Time : Jake the dog, Iceclops (voix)
- 2010 : Les Puppies : L'agence canine (Pound Puppies) : Niblet (voix)
- 2011 : Transformers 3 : La Face cachée de la Lune : Leadfoot (voix originale)
- 2012 : Madagascar 3 : Rico, le pingouin
- 2014: Gravity Falls: Le Dieu de l'Amour (voix)
- 2014 : Transformers : L'Âge de l'Extinction : Crosshairs (voix originale)
- 2016 : Zootopie : Jerry Jumbeaux
- 2017 : DC Super Hero Girls : Jeux intergalactiques : Ambassadeur Dek (voix)
- 2017 : Spider-Man : Miles Warren / Jackal (voix)
- 2017 : Transformers : The Last Knight : Crosshairs (voix originale)
- 2018-2023 : Désenchantée (Disenchantment) : le Roi Zög (voix)
- 2019 : Batman vs. Teenage Mutant Ninja Turtles de Jake Castorena : Mr. Freeze (voix)
- 2020 : Better Call Saul (saison 5 épisode 5) : le Contremaître
- 2021 : Inside Job : Glenn Dolphman (voix)
- 2022 : The Boys présentent : Les Diaboliques : Groundhawk (voix) (saison 1 épisode 6)
- 2024 : Batman, le justicier masqué : Harvey Bullock (voix originale)

## Ludographie
- 2001 : Final Fantasy X :  Wakka et Kimahri (doublage, version anglophone)
- 2006 : Final Fantasy XII : Gilgamesh et Migelo (doublage, version anglophone)
- 2006 : Gears of War : Marcus Fenix
- 2008 : Gears of War 2 : Marcus Fenix
- 2011 : Gears of War 3 : Marcus Fenix
- 2014 : Destiny : Banshee-44
- 2014 : La Terre du Milieu : L'Ombre du Mordor : le Marteau de Sauron, des capitaines orques (doublage, version anglophone)
- 2016 : Gears of War 4 : Marcus Fenix
- 2017 : Destiny 2 : Banshee-44
- 2019 : Gears 5 : Marcus Fenix